# ان‌جی‌سی ۷۰۵۳
ان‌جی‌سی ۷۰۵۳ (انگلیسی: NGC 7053) یک کهکشان مارپیچی است که در فاصله ۲۰۰ میلیون سال نوری از ما در صورت فلکی اسب بزرگ جای دارد. این کهکشان در ۲ سپتامبر ۱۸۶۳ توسط ستاره شناس آلبرت مارت کشف شد. سپس در ۸ اکتبر ۱۸۶۵ توسط ستاره شناس هاینریش لویی داره مجدداً کشف شد.